# Landsverordening
Een landsverordening is een Arubaanse, Curaçaose en Sint Maartense vorm van wetgeving. Een landsverordening is een wet die is aangenomen door de regering en het parlement tezamen. Voordat een landsverordening kan worden aangenomen moet de regering advies inwinnen over het voorstel bij de Raad van Advies. Een landsverordening op Aruba, Curaçao en Sint Maarten heeft dezelfde kracht als een wet in formele zin in Nederland. 
De term 'landsverordening' is door de geschiedenis te verklaren. Met de inwerkingtreding van de Wet op de Staatsinrichting van Curaçao en de Wet op de Staatsinrichting van Suriname op 1 april 1937 werd de "koloniale verordening" vervangen door de "landsverordening". In Nederlands-Indië kende men ordonnanties als wettelijke regeling. Voordat Aruba uit de Nederlands-Antilliaanse constellatie is getreden had Aruba verschil tussen landsverordeningen die gelden voor het geheel van de Nederlandse Antillen en eilandsverordeningen, die alleen voor het betrokken eiland gelden. Aruba als autonoom land binnen het Koninkrijk der Nederlanden heeft na de status aparte geen behoefte meer aan lands- en eilandsverordeningen, maar gebruikt gemakshalve de term landsverordening voor al haar wetten.